# Burgio
Burgio (Bbùrgiu in siciliano) è un comune italiano di 2 438 abitanti del libero consorzio comunale di Agrigento in Sicilia.

## Geografia fisica

### Territorio
Dista 69 km da Agrigento e 95 km da Palermo. Sito a 317 m s.l.m., il paese trae la sua caratteristica fisionomia dall'essere posto su un pendio triangolare alla confluenza del vallone Garella e del Torrente Tina, affluenti di sinistra del fiume Verdura.

## Clima
| Burgio              | Mesi | Mesi | Mesi | Mesi | Mesi | Mesi | Mesi | Mesi | Mesi | Mesi | Mesi | Mesi | Stagioni | Stagioni | Stagioni | Stagioni | Anno |
| Burgio              | Gen  | Feb  | Mar  | Apr  | Mag  | Giu  | Lug  | Ago  | Set  | Ott  | Nov  | Dic  | Inv      | Pri      | Est      | Aut      | Anno |
| ------------------- | ---- | ---- | ---- | ---- | ---- | ---- | ---- | ---- | ---- | ---- | ---- | ---- | -------- | -------- | -------- | -------- | ---- |
| T. max. media (°C)  | 13,1 | 13,4 | 15,0 | 17,6 | 21,9 | 26,1 | 28,9 | 28,8 | 26,0 | 22,0 | 17,9 | 14,6 | 13,7     | 18,2     | 27,9     | 22,0     | 20,4 |
| T. min. media (°C)  | 7,6  | 7,5  | 8,6  | 10,5 | 13,9 | 17,8 | 20,4 | 20,9 | 19,0 | 15,6 | 12,1 | 9,1  | 8,1      | 11,0     | 19,7     | 15,6     | 13,6 |
| Precipitazioni (mm) | 69   | 58   | 47   | 48   | 19   | 6    | 3    | 10   | 32   | 75   | 71   | 74   | 201      | 114      | 19       | 178      | 512  |

## Origini del nome
Il nome del paese deriva dal greco πύργος, pyrgos, ossia "torre", probabilmente in riferimento ad un'antica fortificazione bizantina.

## Storia

### Età medievale
Incerta la data della sua fondazione: si attribuisce a una colonia saracena insieme con i superstiti di Scirtea, antichissima città sicana, generalmente associata ai ruderi del Castello di Acristia, posti su una rupe isolata ed inaccessibile a dieci chilometri da Burgio: la costruzione appartenne nel 1296 a Francesco Ventimiglia Seniore, conte di Geraci.
Durante la dominazione araba, Burgio fu governata da Hamud della dinastia ai Alidel (ramo degli Edrisiti), il quale, cacciato dalla Spagna (dove per dodici anni aveva tenuto il Califfato di Cordova), giunse in Sicilia e divenne signore di Burgio.
Quando Ruggero il Normanno scese alla conquista della Sicilia, dopo 25 anni di guerra era riuscito a sottomettere i saraceni, ma per debellarli tutti gli mancava ancora la vittoria sull'emiro Hamud, che resistette a lungo al re normanno nel triangolo di Girgenti, Monte Guastanella e Castrogiovanni. In quest'ultima egli si era trincerato, ma caduta Girgenti e arresasi Monte Guastanella dopo lungo e logorante assedio, Hamud decise di abiurare la propria religione e consegnarsi al re Ruggero.
Ricevette il battesimo a Sciacca l'anno 1088 da Gerlando primo vescovo di Girgenti e dal nome di Ruggero il Normanno suo padrino e dal nome della contea che ricevette in dono dal vincitore e dalla quale era già stato signore, si chiamò Ruggero Burgio.
Dopo di lui la signoria passò a Federico D'Antiochia, conte di Mistretta e di Caltabellotta; quindi, nel 1337, ne ebbe la giurisdizione baronale Raimondo Peralta. A questo succedette nella signoria il figlio Guglielmo Gran Cancelliere del Regno d'Aragona e marito di Aloisa Sclafani e Calvello, figlia del conte di Adernò. Alla morte di Guglielmo ne ebbe investitura il figlio Guglielmone prima, poi Matteo a cui succedette il nipote Nicolò, che lasciò la baronia alla sorella Caterina Peralta. Da questa e da Alfonso de Cardona, conte di Reggio, nacque Antonio de Cordona che fu investito della baronia nel 1518. In epoca imprecisata venne istituita la Sacra Distribuzione, organismo di cui facevano parte i sacerdoti del luogo e alla cui formazione contribuivano oblazioni e lasciti dei fedeli e una quota a carico dei sacerdoti stessi. I membri o mansionari insigniti di almuzio e rocchetto sono il capitolo della chiesa arcipretale Sant'Antonio Abate.

### Età moderna
Dopo Antonio De Cardona, per un lasso di tempo di circa tre secoli, furono signori della baronia di Burgio: Alfonso, Diana e Caterina de Cardona Salluccio, Alfonso e Tommaso Gioeni Tagliavia, Lorenzo Gioeni Bologna, Isabella Gioeni Aversa e Filippo Colonna D'Este. Quest'ultimo tenne la baronia sino al 1812, quando decadde in Sicilia il feudalesimo per volontà del Parlamento.
Nella ripartizione amministrativa per Comarche (1583-1812 fa parte della decima comarca, di Castronovo; in quella per distretti (1812-1816) fa parte del distretto di Bivona ed è capoluogo di circondario comprendente i comuni di Burgio, Villafranca, Lucca, Calamonaci e Ribera. Con l'unità d'Italia il territorio nazionale è diviso in province, circondari, mandamenti, comuni, Burgio è sede di mandamento comprendente i comuni di Burgio, Villafranca Sicula e Lucca Sicula nel circondario di Bivona.
Nel diciannovesimo secolo è sorto l'Ospedale Civico con finalità di ricovero, cura, mantenimento gratuito infermi poveri e di accoglienza di malati a pagamento. Ente morale, il cui antecedente principale è la Confraternita del SS. Sacramento di Burgio nota fin dal 1565 che confluì nell'Ospedale nel 1887. Altre Opere Pie vennero inglobate nell'Ospedale: la Congregazione del Purgatorio nota dal 1615 e la Confraternita del patriarca S. Giuseppe nota dal 1634. Il Fondo dell'Ospedale Civico di Burgio (Atti, Documenti, archivio storico, codice trecentesco della Compagnia dei Disciplinati di S. Luca di Burgio) è stato recuperato nel 1991 tra le macerie dalla Sovrintendenza Archivistica e versato alla sede territoriale competente.

### Simboli
Lo stemma del comune di Burgio è stato riconosciuto con decreto del capo del governo dell'11 settembre 1931 e integrato dal D.P.R. del 2 settembre 1997 con cui viene concesso anche il gonfalone.
Il gonfalone è un drappo partito di bianco e di rosso.

## Monumenti e luoghi d'interesse

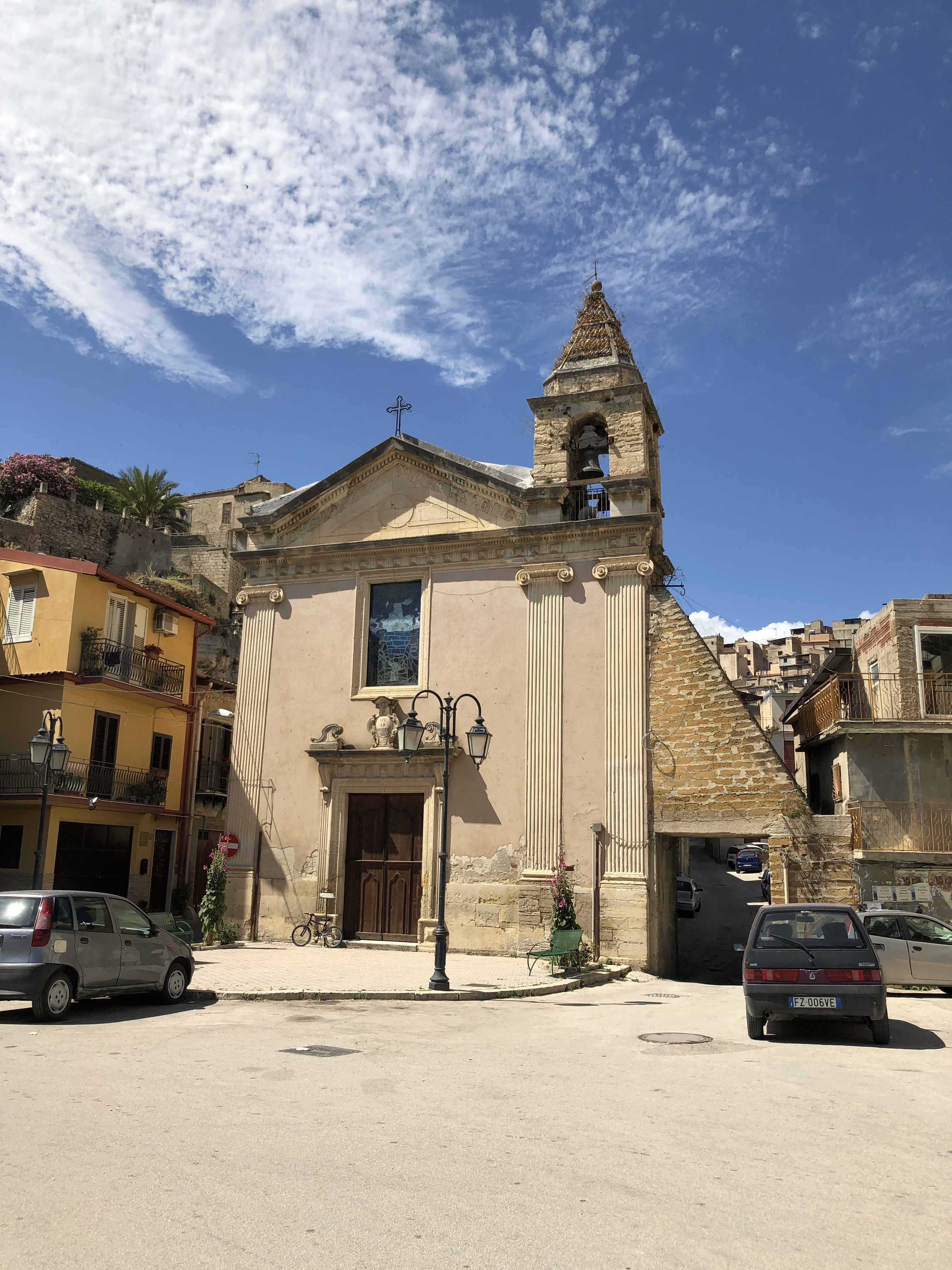
La chiesa di San Giuseppe

### Architetture religiose
- Chiesa di San Rocco;
- Chiesa Madre Sant'Antonio Abate;
- Chiesa di San Vito, con cripta;
- Chiesa di San Luca;
- Chiesa della Madonna del Carmine, parrocchiale, con annesso ex convento dei padri carmelitani;
- Chiesa di San Giuseppe;
- Chiesa di Santa Maria;
- Chiesa della Misericordia;
- Chiesa della Motta (dedicata all'Immacolata);
- Chiesa di Sant'Antonino;
- Ex chiesa di Santa Lucia;
- Chiesa di Santa Caterina d'Alessandria, monastero delle benedettine (oggi delle suore dell'Immacolata di Lourdes), Badia.
- Prioria di Santa Maria del bosco Adriano, normanna, di cui restano vestigia notevoli. Il conte Ruggero andava col suo seguito a caccia quando veniva assalito da un cinghiale, fu salvo invocando la santa Vergine. Per grazia ricevuta eresse la chiesa e il monastero che concesse in prioria ai Cistercensi;
- Convento dei Cappuccini (con Museo delle Mummie).

### Architetture militari
- Il castello baronale di Burgio (Castrum Burgii), ubicato nel quartiere Santa Lucia (piazza Castello), in posizione dominante il centro abitato. Dongione su Motta, rettangolare, a blocco unico, in stretto rapporto con l'antico casale saraceno. È stato restaurato nel 1981.

### Aree naturali
Parte del territorio di Burgio ricade all'interno della riserva naturale orientata Monti di Palazzo Adriano e Valle del Sosio, istituita nel 1997 e comprendente anche i territori dei comuni di Bivona, Chiusa Sclafani e Palazzo Adriano; nel territorio della riserva naturale sono stati trovati i più antichi reperti fossili della Sicilia.

## Società

### Evoluzione demografica
Abitanti censiti

### Tradizioni e folclore
Settimana santa
Molte sono le feste e tradizioni religiose di questo piccolo paese, ma di particolare importanza ed interesse va ricordata la Settimana santa. Antichi ed originali sono i riti del Venerdì santo e della Pasqua, che culminano con i festeggiamenti in onore di San Vito Martire e San Luca Evangelista, le così chiamate "Rigattiate", una gara di prestigio religioso delle due confraternite, i "santavitara" e "santalucara", che consistono in una corsa danzante dei simulacri dei due santi nelle vie antiche e tortuose del paese, portati a spalla dai giovani delle rispettive confraternite. La festa solitamente si conclude con due spettacoli pirotecnici.
Corpus Domini

## Cultura

### Istruzione

#### Musei
- Museo della ceramica Muceb[13].
- Museo delle mummie
- Museo del Venerabile Frà Andrea da Burgio

## Geografia antropica

### Frazioni
Al 15º censimento generale della popolazione e delle abitazioni dell'ISTAT (2011), il territorio di Burgio risulta così suddiviso:
| Nome   | Tipologia                           | Abitanti | Altitudine | Coordinate                  |
| ------ | ----------------------------------- | -------- | ---------- | --------------------------- |
| Burgio | centro abitato / capoluogo comunale | 2 697    | 317        | 37°35′54.72″N 13°17′26.79″E |
| -      | Case sparse                         | 83       | -          | -                           |
| totale | 1 centro abitato                    | 2 780    | 141/1143   |                             |

## Economia

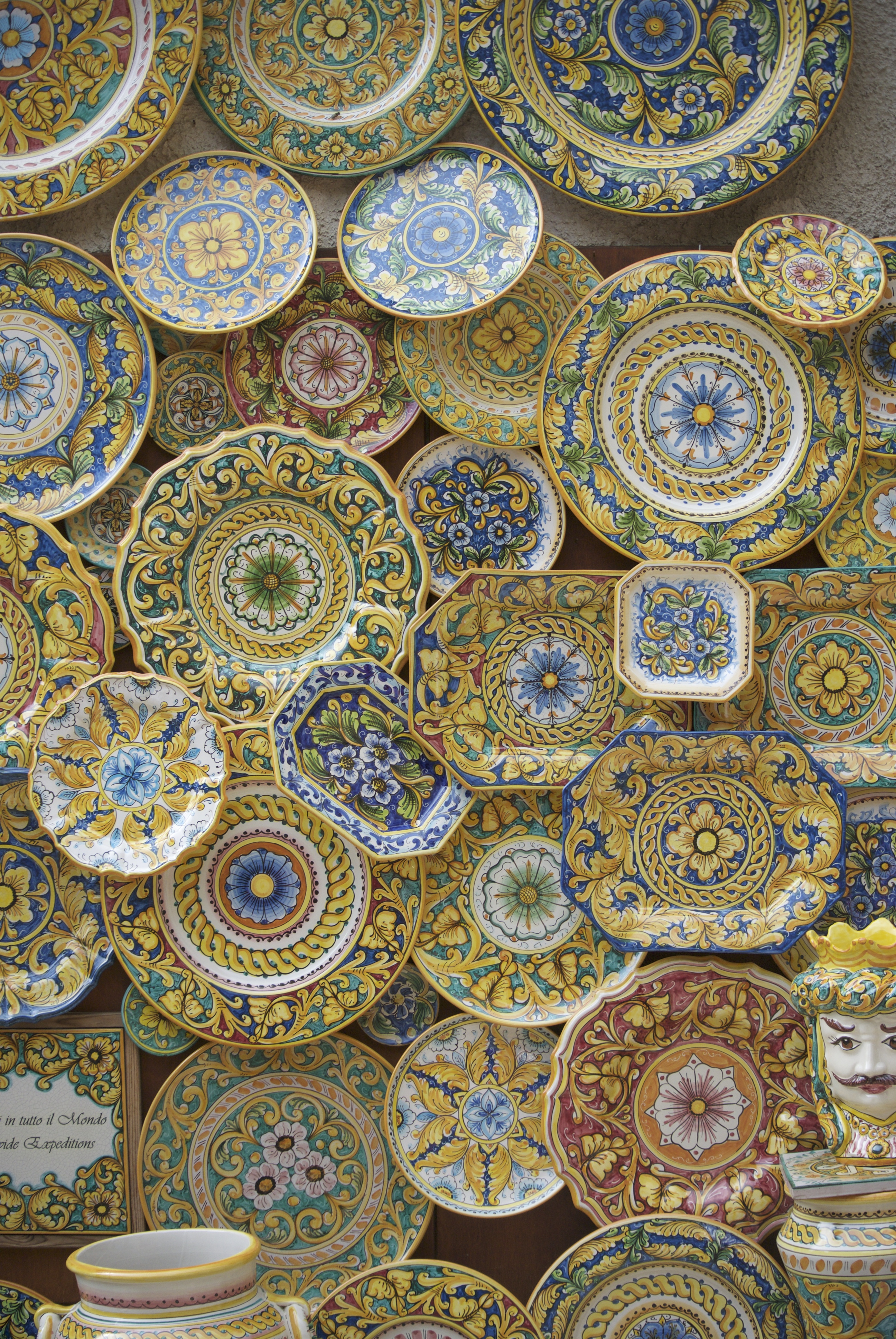
Ceramiche degli artigiani di Burgio

### Agricoltura
L'agricoltura è il settore principale dell'economia, si producono olio di oliva, cereali, agrumi e mandorle.
Il territorio di Burgio è compreso nella zona di produzione dell'Arancia di Ribera D.O.P.

### Artigianato
Grande tradizione e storia trovano le attività artigianali legate alla produzione di ceramiche artistiche e alla cinquecentesca Fonderia di campane Virgadamo. La Scuola Ceramica Burgitana, rinomata quanto quelle di Sciacca, Santo Stefano di Camastra e Caltagirone, rappresenta una delle specialità artigianali più raffinate di Sicilia e del piccolo borgo ove sono presenti diverse botteghe. Si caratterizza per l'utilizzo di note cromatiche verdi e sabbia come colori primari ricorrenti e la scelta di motivi decorativi floreali ed ornitologici. Le forme e la maestria rendono le creazioni della ceramica d'arte di Burgio davvero uniche. La produzione di campane a Burgio è risalente al 1500, l'unica fonderia rimasta in funzione da allora è quella della famiglia Virgadamo, il procedimento in uso è ancora fedele alla tradizione, vanta essere l'unica fonderia di campane del sud Italia. Il 9 maggio del 1993, in occasione della visita di Papa Giovanni II ad Agrigento, la Fonderia regalo al Pontefice una campana a forma ottagonale, unica nel suo genere.

## Infrastrutture e trasporti
Il Comune è interessato dalla Strada statale 386 di Ribera.

## Amministrazione
Di seguito è presentata una tabella relativa alle amministrazioni che si sono succedute in questo comune.
| Periodo          | Periodo          | Primo cittadino     | Partito                           | Carica              | Note   |
| ---------------- | ---------------- | ------------------- | --------------------------------- | ------------------- | ------ |
| 1º ottobre 1987  | 28 maggio 1990   | Domenico Guarisco   | Partito Comunista Italiano        | Sindaco             | [ 16 ] |
| 28 maggio 1990   | 16 febbraio 1993 | Giuseppe Buscemi    | Democrazia Cristiana              | Sindaco             | [ 16 ] |
| 2 dicembre 1993  | 1º dicembre 1997 | Giuseppe Maniscalco | Partito Socialista Italiano       | Sindaco             | [ 16 ] |
| 1º dicembre 1997 | 28 maggio 2002   | Mariano Merlino     | centro-destra                     | Sindaco             | [ 16 ] |
| 28 maggio 2002   | 2 settembre 2005 | Mariano Merlino     | centro-destra                     | Sindaco             | [ 16 ] |
| 2 settembre 2005 | 17 giugno 2008   | Licia Messina       |                                   | Comm. straordinario | [ 16 ] |
| 2 settembre 2005 | 25 luglio 2007   | Vito Mattera        |                                   | Comm. straordinario | [ 16 ] |
| 2 settembre 2005 | 17 giugno 2008   | Salvatore Mallemi   |                                   | Comm. straordinario | [ 16 ] |
| 25 luglio 2007   | 17 giugno 2008   | Giuseppa Strano     |                                   | Comm. straordinario | [ 16 ] |
| 17 giugno 2008   | 11 giugno 2013   | Vito Ferrantelli    | lista civica                      | Sindaco             | [ 16 ] |
| 11 giugno 2013   | 10 giugno 2018   | Vito Ferrantelli    | lista civica: amare Burgio        | Sindaco             | [ 16 ] |
| 10 giugno 2018   | 28 maggio 2023   | Francesco Matinella | lista civica: Burgio nel cuore    | Sindaco             | [ 16 ] |
| 28 maggio 2023   | in carica        | Vincenzo Galifi     | lista civica: Burgio in movimento | Sindaco             | [ 16 ] |

### Altre informazioni amministrative
Il comune di Burgio fa parte delle seguenti organizzazioni sovracomunali: regione agraria n.2 (Colline del Carboj) e Unione dei Comuni Alto Verdura e Gebbia.